# Condado de Currituck
El condado de Currituck (en inglés: Currituck County, North Carolina), fundado en 1668, es uno de los 100 condados del estado estadounidense de Carolina del Norte. En el año 2000 tenía una población de 18 190 habitantes con densidad poblacional de 27 personas por km². La sede del condado es Currituck.

## Geografía
Según la Oficina del Censo, el condado tiene un área total de 1362 km² (525,9 mi²), de la cual 679 km² (262,2 mi²) es tierra y 684 km² (264,1 mi²) es agua.

### Municipios
El condado se divide en cuatro municipios: Municipio de Crawford, Municipio de Fruitville, Municipio de Moyock y Municipio de Poplar Branch.

### Condados adyacentes y ciudades
- Chesapeake (norte)
- Virginia Beach (norte)
- Condado de Dare (sureste)
- Condado de Camdem (oeste)

### Área Nacional protegida
- Currituck Refugio de Vida Silvestre Nacional
- Mackay Nacional Isla del Refugio de Vida Silvestre (parte)

## Demografía
En el 2000 la renta per cápita promedia del condado era de $40 822, y el ingreso promedio para una familia era de $46 382. El ingreso per cápita para el condado era de $19 908. En 2000 los hombres tenían un ingreso per cápita de $32 619 contra $22 641 para las mujeres. Alrededor del 8.90% de la población estaba bajo el umbral de pobreza nacional.

## Lugares

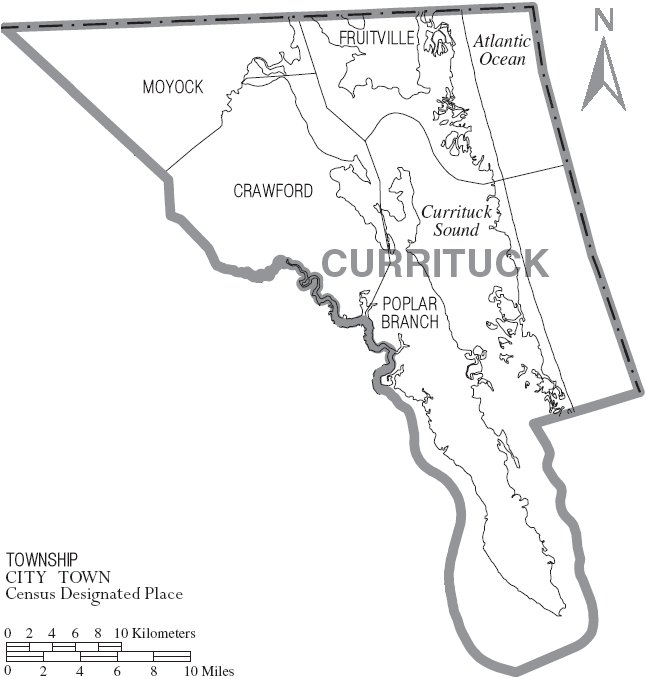
Mapa del Condado de Currituck en Carolina del Norte con sus municipios

### Asentamientos
- Aydlett
- Barco
- Carova Beach
- Coinjock
- Corolla
- Currituck
- Grandy
- Gregory
- Harbinger
- Knotts Island
- Jarvisburg
- Mamie
- Maple
- Moyock
- Point Harbor
- Poplar Beach
- Powells Point
- Sanderling
- Shawboro
- Sligo
- Spot
- Waterlily